# Víctor Díaz Miguel
Víctor David Díaz Miguel (Sevilla, 12 de junio de 1988) es un exfutbolista español. Jugaba de defensa, retirándose en el Granada Club de Fútbol.

## Trayectoria

### Inicios
Nacido en el barrio sevillano de La Juncal, Víctor Díaz comenzó su andadura en el fútbol como jugador del club C. D. Híspalis. A los 12 años aproximadamente, el Sevilla Fútbol Club se interesó por él para sus categorías inferiores y lo fichó. A partir de entonces Víctor Díaz llegaba a jugar con las selecciones de su ciudad o comunidad.

### Sevilla Atlético
A los 18 años empezó a jugar con el Sevilla Juvenil y el Sevilla Atlético (sin pasar por el Sevilla C), siendo el jugador más joven del filial sevillista junto a Diego Capel. A la temporada siguiente ya jugaba con más regularidad en el Sevilla Atlético y en la temporada 2007-08, Víctor Díaz se hizo un hueco en el filial sevillista sin tener que alternarse con el juvenil. En la temporada 2008-09 sigue en el Sevilla Atlético, contando con minutos y buenas actuaciones, aunque una lesión en el tobillo le frenó un poco en su progresión; finalmente jugó 19 encuentros. Permaneció vinculado a la entidad nervionense hasta la temporada 2009-10 (28 partidos), en la cual terminó contrato y puso fin a toda una vida en la cantera del Sevilla FC.
Víctor Díaz estuvo a punto de acabar en el Liverpool cuando empezaba a despuntar en las categorías inferiores del Sevilla, finalmente, Víctor Díaz no firmó y el Liverpool decidió fichar a Álvaro Arbeloa.

### Real Oviedo
Tras acabar contrato en el Sevilla Atlético, Víctor firmó un contrato con el Real Oviedo por una temporada. Comenzó como lateral derecho titular pero en Navidad de la temporada 2010-11, vio como perdía la titularidad y pasaba a ser un integrante más del banquillo. Esto pudo venirle bien porque Víctor volvió a la titularidad para no soltarla más y afianzarse con total regularidad. Disputó un total de 34 partidos (30 como titular), y dos goles. Víctor terminó su contrato y finalmente el Real Oviedo decidió no renovarle.
En ese verano, Víctor hizo las pruebas con el Charlton Athletic de Inglaterra. Todo hacía indicar que el Charlton estaba dispuesto a hacerse con los servicios del defensa sevillano, pero unas discrepancias en el aspecto económico fueron el motivo por el cual no se llegó al acuerdo.

### Celta de Vigo "B"
Finalmente, en el último día del plazo de fichajes, firmó para la temporada 2011-12 con el Celta de Vigo B donde jugó 33 partidos (32 como titular), acumulando un total de 2833 minutos con 1 gol, 13 tarjetas amarillas y 1 roja.

### C. D. Lugo
A mediados de julio de 2012, Víctor Díaz dejó de formar parte de las filas del Celta B para incorporarse en el CD Lugo, recién ascendido a 2.ª División A.

### Recreativo
La temporada 2014-15 fichó por el Real Club Recreativo de Huelva. Un año plagado de dificultades económicas y deportivas hace que el equipo onubense descienda a Segunda B.

### C. D. Leganés
Desvinculado del club andaluz en el verano de 2015, ficha por el Club Deportivo Leganés para las próximas dos temporadas. Ascendió a Primera División en su primer año, y el 22 de agosto de 2016, hizo historia al anotar el primer gol en Primera de la historia del Leganés, en una victoria por 0-1 ante el R.C. Celta.

### Granada C. F.
El 3 de julio de 2017 llega libre al Granada Club de Fútbol tras acabar su contrato con el Club Deportivo Leganés el 30 de junio, firmando un contrato por dos temporadas.
En su segunda temporada 2018-19 su equipo quedó en el segundo lugar de la clasificación, logrando el ascenso a Primera.
El 13 de junio de 2019 renovó su contrato con el club hasta el 2022.
La campaña del club en la temporada 2019-20, con Díaz como capitán del equipo, clasificó al club a la Liga Europa por primera vez en su historia.

## Selección nacional
Fue internacional sub-19 con España. Conquistó un Europeo sub-19 con la selección española y con jugadores como Pablo Gil, Nsue (Mallorca) o Aarón Ñíguez (perteneciente al Valencia), así como Sergio Asenjo (Atlético de Madrid) e incluso Mikel San José (Athletic Club). Jugando el partido en liguilla contra Grecia, no pudo jugar contra Francia debido a una fisura que se hizo al sacar de banda contra Grecia, pero estuvo listo para jugar la final contra la selección mencionada con anterioridad y ganándola con un gol de Parejo (perteneciente al Madrid).

## Estadísticas

### Clubes
Actualizado al último partido disputado en su carrera.
| Club                                | Div.          | Temporada     | Liga  | Liga  | Copas nacionales | Copas nacionales | Copas internacionales | Copas internacionales | Total | Total |
| Club                                | Div.          | Temporada     | Part. | Goles | Part.            | Goles            | Part.                 | Goles                 | Part. | Goles |
| ----------------------------------- | ------------- | ------------- | ----- | ----- | ---------------- | ---------------- | --------------------- | --------------------- | ----- | ----- |
| Sevilla Atlético · España           | 2.ª B         | 2006-07       | 6     | 0     | —                | —                | —                     | —                     | 6     | 0     |
| Sevilla Atlético · España           | 2.ª           | 2007-08       | 17    | 0     | —                | —                | —                     | —                     | 17    | 0     |
| Sevilla Atlético · España           | 2.ª           | 2008-09       | 19    | 0     | —                | —                | —                     | —                     | 19    | 0     |
| Sevilla Atlético · España           | 2.ª B         | 2009-10       | 28    | 1     | —                | —                | —                     | —                     | 28    | 1     |
| Sevilla Atlético · España           | Total club    | Total club    | 70    | 1     | 0                | 0                | 0                     | 0                     | 70    | 1     |
| Real Oviedo · España                | 2.ª B         | 2010-11       | 34    | 2     | 2                | 0                | —                     | —                     | 36    | 2     |
| Real Oviedo · España                | Total club    | Total club    | 34    | 2     | 2                | 0                | 0                     | 0                     | 36    | 2     |
| R. C. Celta de Vigo "B" · España    | 2.ª B         | 2011-12       | 33    | 1     | —                | —                | —                     | —                     | 33    | 1     |
| R. C. Celta de Vigo "B" · España    | Total club    | Total club    | 33    | 1     | 0                | 0                | 0                     | 0                     | 33    | 1     |
| C. D. Lugo · España                 | 2.ª           | 2012-13       | 31    | 3     | 1                | 0                | —                     | —                     | 32    | 3     |
| C. D. Lugo · España                 | 2.ª           | 2013-14       | 21    | 2     | 2                | 0                | —                     | —                     | 23    | 2     |
| C. D. Lugo · España                 | Total club    | Total club    | 52    | 5     | 3                | 0                | 0                     | 0                     | 55    | 5     |
| R. C. Recreativo de Huelva · España | 2.ª           | 2014-15       | 37    | 1     | 2                | 0                | —                     | —                     | 39    | 1     |
| R. C. Recreativo de Huelva · España | Total club    | Total club    | 37    | 1     | 2                | 0                | 0                     | 0                     | 39    | 1     |
| C. D. Leganés · España              | 2.ª           | 2015-16       | 39    | 1     | 1                | 0                | —                     | —                     | 40    | 1     |
| C. D. Leganés · España              | 1.ª           | 2016-17       | 23    | 1     | 2                | 0                | —                     | —                     | 25    | 1     |
| C. D. Leganés · España              | Total club    | Total club    | 62    | 2     | 3                | 0                | 0                     | 0                     | 65    | 2     |
| Granada C. F. · España              | 2.ª           | 2017-18       | 38    | 1     | 0                | 0                | —                     | —                     | 38    | 1     |
| Granada C. F. · España              | 2.ª           | 2018-19       | 38    | 2     | 1                | 0                | —                     | —                     | 39    | 2     |
| Granada C. F. · España              | 1.ª           | 2019-20       | 36    | 1     | 4                | 0                | —                     | —                     | 40    | 1     |
| Granada C. F. · España              | 1.ª           | 2020-21       | 17    | 0     | 2                | 0                | 9                     | 0                     | 28    | 0     |
| Granada C. F. · España              | 1.ª           | 2021-22       | 22    | 1     | 0                | 0                | —                     | —                     | 22    | 1     |
| Granada C. F. · España              | 2.ª           | 2022-23       | 29    | 1     | 2                | 0                | —                     | —                     | 31    | 1     |
| Granada C. F. · España              | 1.ª           | 2023-24       | 4     | 0     | 1                | 0                | —                     | —                     | 5     | 0     |
| Granada C. F. · España              | Total club    | Total club    | 184   | 6     | 10               | 0                | 9                     | 0                     | 203   | 6     |
| Total carrera                       | Total carrera | Total carrera | 472   | 18    | 20               | 0                | 9                     | 0                     | 501   | 18    |
| 1. 2.                               |               |               |       |       |                  |                  |                       |                       |       |       |

## Palmarés

### Títulos nacionales
| Título             | Club             | País   | Año     |
| ------------------ | ---------------- | ------ | ------- |
| Segunda División B | Sevilla Atlético | España | 2006-07 |

### Títulos internacionales
| Título          | Equipo (*)    | Sede    | Año  |
| --------------- | ------------- | ------- | ---- |
| Eurocopa sub-19 | España sub-19 | Austria | 2007 |

(*) Incluyendo la selección.